# 라이프투데이
라이프투데이는 2011년 1월 27일 창간된 패션뷰티 전문 e라이프매거진이다. 2~40대 여성을 주독자층으로 한다.
창간목적은 질 높은 라이프스타일의 제안이다. 패션, 뷰티 정보를 비롯해 건강, 요리, 인테리어, 문화 정보 등의 정보를 다룬다. 발행처는 ㈜라이프투데이이다.